# جامعة النقل الوطنية
جامعة النقل الوطنية مؤسسة تعليم عالي أوكرانية، (بالأوكرانية: Націона́льний тра́нспортний університе́т) هي جامعة تقع في كييف عاصمة أوكرانيا. أُسِّسَت هذه الجامعة في سنة 1944.